# 국민해방군 (콜롬비아)
국민해방군(스페인어: Ejército de Liberación Nacional, ELN)은 1964년에 설립된 콜롬비아의 마르크스-레닌주의 게릴라 조직이다. 국민해방군은 체 게바라와 쿠바 혁명에 영향을 받은 노동자, 농민, 청년, 지식인, 성직자들이 창설하였다. 1964년부터 콜롬비아 분쟁에 참전중이며, 콜롬비아 무장혁명군과 동맹하여 콜롬비아와 베네수엘라에서 활약하고 있다. 코카 잎이 나는 카타툼보 지역을 차지하려고 2025년 카타툼보 충돌을 일으켰다.